# Girakakukk

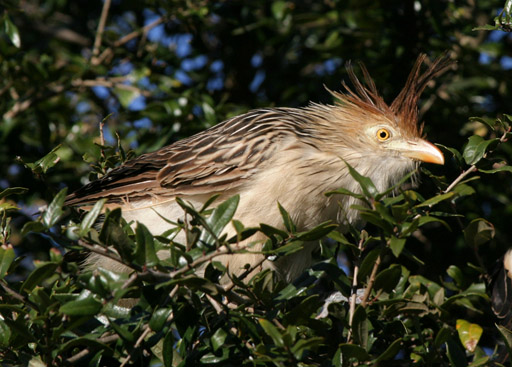

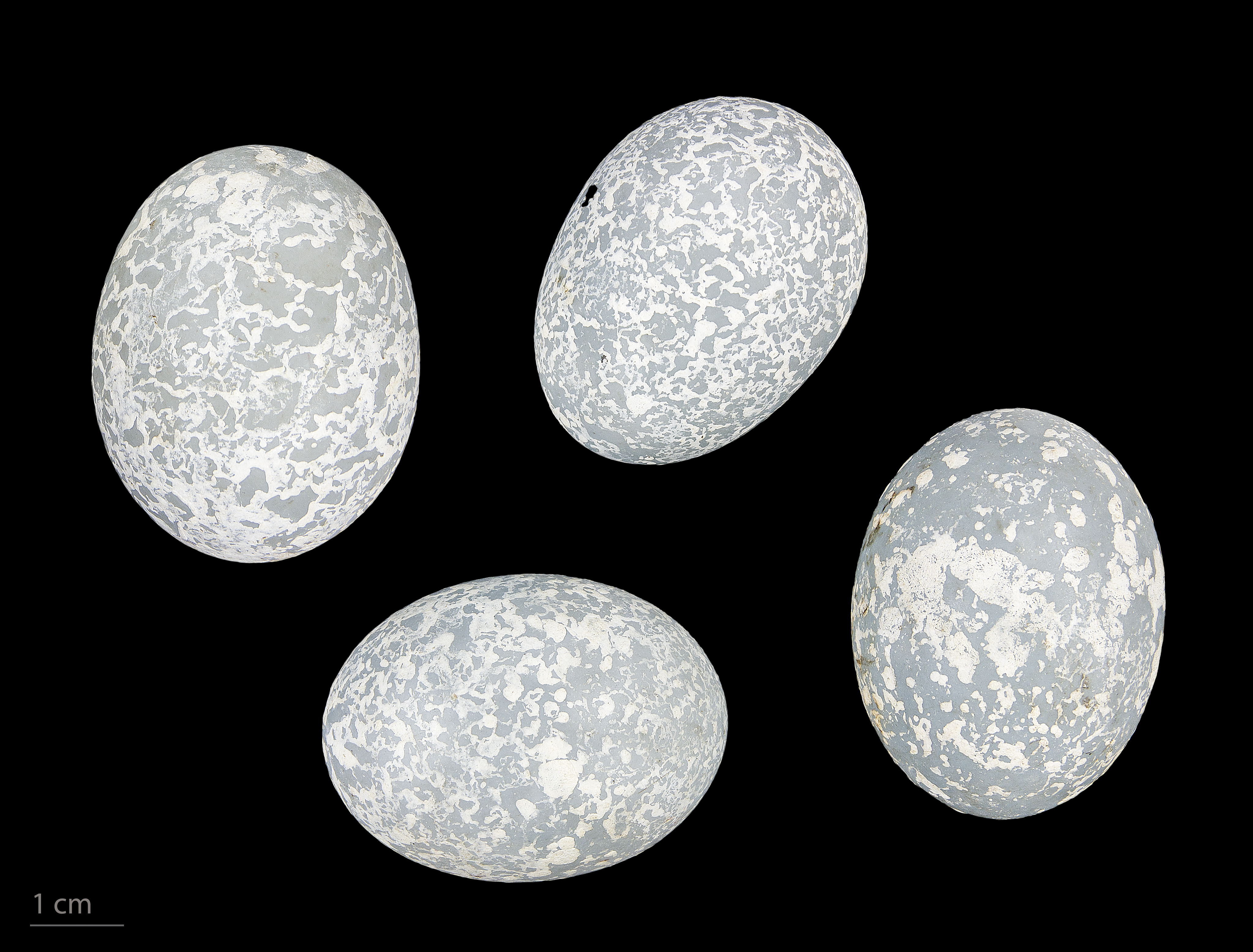
Guira guira

A girakakukk (Guira guira) a madarak osztályának kakukkalakúak (Cuculiformes) rendjébe, ezen belül a kakukkfélék (Cuculidae) családjába tartozó Guira nem egyetlen faja.

## Előfordulása
Dél-Amerikában, Bolívia, Paraguay, Brazília, Uruguay és Argentína területén honos. Facsoportokkkal tarkított, száraz füves térségek lakója.

## Megjelenése
Testhossza 37 centiméter. Felborzolható tollazata, hosszú farka és rövid, lekerekített szárnyai vannak.
|  |

## Életmódja
Kis csoportokban a bokrokon keresgéli férgekből, rovarokból, kisebb gyíkokból és egerekből álló táplálékát. Rosszul, nehezen repül.

## Szaporodása
Nem fészekparazita, fákra készíti rendezetlen fészkét. Fészekalja 5-7 tojásból áll.

## Külső hivatkozások
- Képek az interneten a fajról
- Internet Bird Collection - videók a fajról